# Fiumara (idrografia)

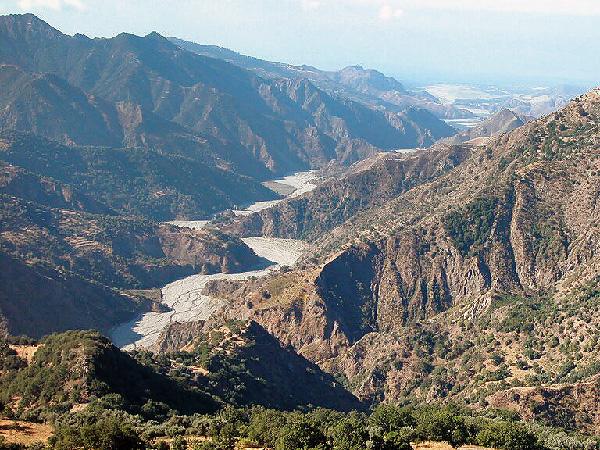
Fiumara Amendolea

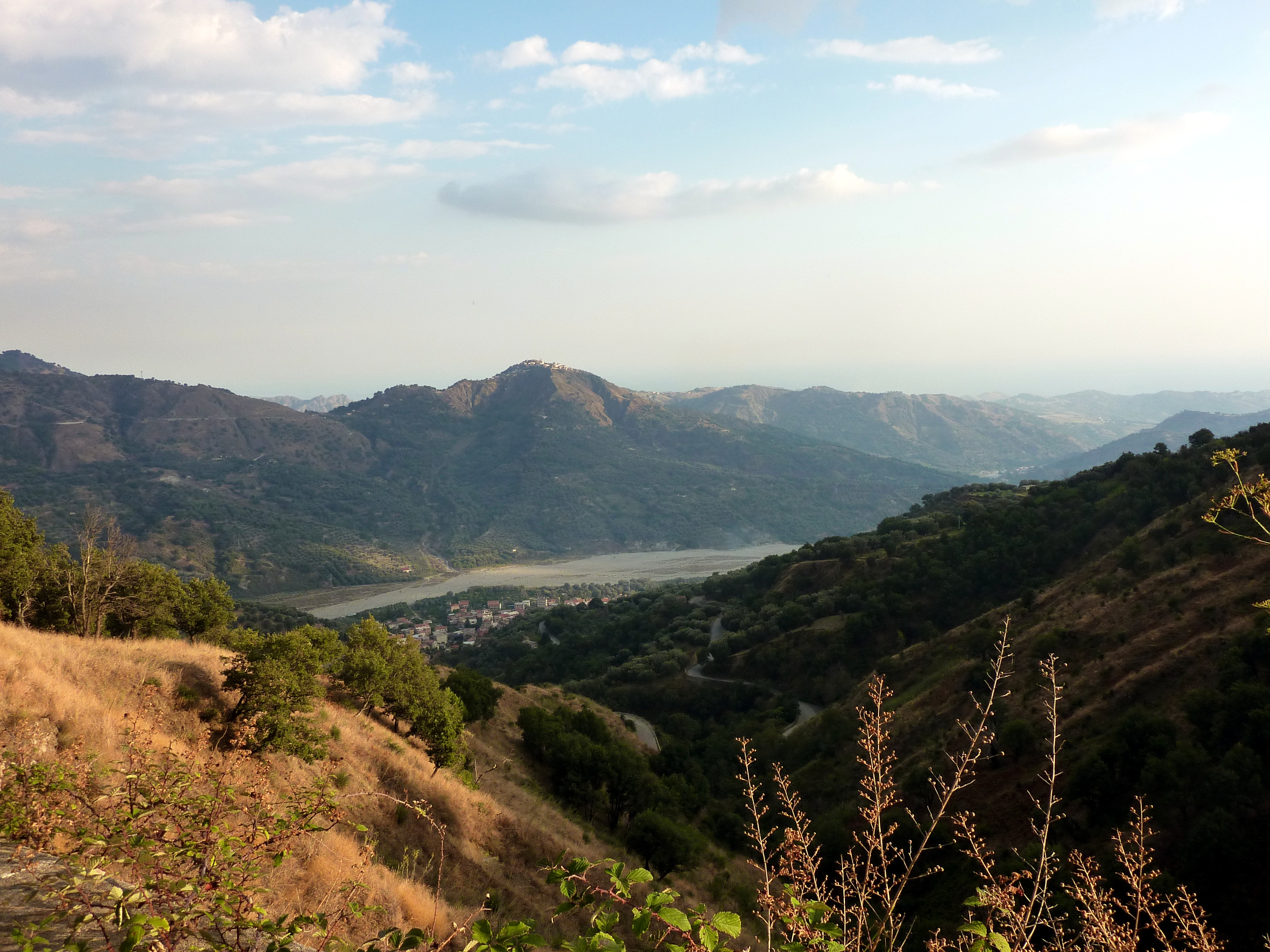
Aspromonte meridionale, vista verso Bagaladi e fiumara di Melito

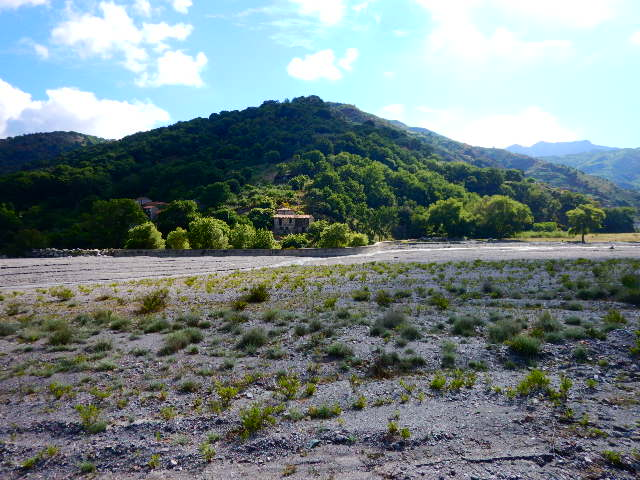
Fiumara del Patrì nella valle di Fondachelli-Fantina tra i monti Peloritani in Sicilia

Fiumara è un termine con il quale, specialmente nell'Italia meridionale e in Sicilia, si definisce un corso d'acqua (in genere un torrente, più raramente un fiume) dal corso essenzialmente breve, caratterizzato da un letto assai largo e ciottoloso, da un'alta portata d'acqua durante i mesi invernali e autunnali e da una scarsissima portata per il resto dell'anno.

## Descrizione
Il tratto alto delle fiumare ha spesso caratteristiche non dissimili da un torrente alpino o appenninico, cosicché scorre spesso inforrato formando anche suggestive cascate.
Altra caratteristica delle fiumare è anche quella di non avere una sorgente fissa: essa infatti si sposta a seconda dei periodi più a monte o più a valle dell'alto corso.

## Le fiumare più importanti e lunghe
Le fiumare più importanti e lunghe sono quelle presenti in Calabria (da citare la fiumara Amendolea in provincia di Reggio Calabria che presenta un greto larghissimo, ampio in alcuni punti più di 400 m) e nella parte orientale della Sicilia.
Alcune fiumare: Allaro - Amendolea - Ancinale - Fiumarella - Precariti - Calopinace - Torbido - Catona - La Verde - Gallico - Sant'Agata -  Zappulla (Sicilia)  - Rosmarino (Sicilia) - Fiumara d'Agrò (Sicilia)